# بنی ونیف
بنی ونیف (به عربی: بنی ونیف) یک شهرداری در الجزایر است که در ناحیه بنی ونیف واقع شده‌است. بنی ونیف ۱۶٬۶۰۰ کیلومتر مربع مساحت و ۱۱٬۲۰۹ نفر جمعیت دارد و ۸۲۹ متر بالاتر از سطح دریا واقع شده‌است.